# Partidul Creștin Social Român
Partidul Creștin Social Român din Bucovina (1908 - 1910), avea un pronunțat caracter antisemit. Conducerea a avut-o Iancu Flondor. A avut ca ziar, "Patria" (7 februarie 1909 - 27 noiembrie 1910).
 Acest articol despre un subiect legat de  istoria României este deocamdată un ciot. Puteți ajuta Wikipedia prin completarea sa.